# Székely Imre Kálmán
Székely Imre Kálmán (Budapest, 1893. november 4. - Budapest, 1980. június 27.) ügyvéd, a Demokrata Néppárt országgyűlési képviselője.

## Élete

### Ifjúkora és közszereplővé válása
Székely János szabómester és Dankó Mária gyermeke. Hatan voltak testvérek. Római katolikus vallásban nevelkedett. Édesapja művelt és világot látott ember volt, bejárta Európát és Arábiát, hazaérkezve pedig önálló műhelyt nyitott. Székely Imre Kálmán az elemi elvégzése után a budapesti piaristáknál tanult és érettségizett, majd Királyi Magyar Pázmány Péter Tudományegyetem Jog- és Államtudományi Karán jogi doktorátust szerzett.
Behívták katonának az első világháborúba, az orosz frontra, ahol hadifogságba esett. Három év múlva érkezett haza Baskíria fővárosából, Ufából. Fogsága idején szemtanúja volt az 1917-es oroszországi forradalmaknak legmélyebb és negatív benyomást az októberi események tettek rá, amelynek köszönhetően egész életében elutasította a bolsevizmus gyakorlatát. Itthon joggyakornokként dolgozott egy jó nevű, zsidó származású Natzer ügyvédnél, aki később felajánlotta neki a társas viszonyt. Ügyfeleik voltak többek között a Fox Filmvállalat és Zwack szeszgyár, valamint katolikus szervezetek is. E jogi kapcsolatnak köszönhetően ismerkedett meg a katolikus tömegmozgalmakkal, és részt is vállalt bennük.

### Politikai pályája
A második világháborúban már nem vett részt a hadszíntéren, azonban a hadbíróságra berendelték. A nyilas hatalomátvétel előtt közvetlenül felettese elbocsátotta, így megmentette attól, hogy Székely nyilvánosan tagadja meg az új hatalomra teendő esküt. A háború elmúltával folytatta ügyvéd munkáját. A pártpolitikába csak 1947-ben kapcsolódott be, amikor a meggyőződéséhez közel álló modern katolikus, kereszténydemokrata elveket hirdető Demokrata Néppárthoz csatlakozott. Az 1947. augusztus 31-i országgyűlési választásokon a nagy-budapesti választókerület egyik mandátumát elnyerte, és bekerült az Országgyűlésbe. Aktív tagja volt a Parlamentnek, számos alkalommal felszólalt az üléseken.

### A diktatúra idején
Mandátumának megszűnése után visszavonult a közélettől, bár szűk körben élete végéig foglalkozott politikával. Magánügyvédként az 1950-es években nem dolgozhatott tovább. Miután felesége kiváltotta munkakönyvét, sálszövésből tartották el magukat.
Az 1956-os forradalom idején részt vett a DNP újjászervezésében. Október 30-a után, miután Nagy Imre kormánya bevezette a többpártrendszert Keresztes Sándor, Mihelics Vid és Farkas Dénes az ő lakásán fogalmazta meg a párt kiáltványát, amelyben meghirdették a párt újjáalakulását. A Demokrata Néppárt a Nagy Imre kormánnyal szemben ugyan ellenzékiként, de az októberi fordulatot teljes mellszélességgel támogatva bontott zászlót. A párt számára lapengedélyt és helyiségeket igényeltek. November 4-e, a szovjet csapatok bevonulása után maga is aláírta a Bibó István által fogalmazott memorandumot (Nyilatkozat Magyarország állami, társadalmi és gazdasági rendjének alapelveiről és a politikai kibontakozás útjáról), amelyet K.P.S. Menonnak, az indiai nagykövetnek nyújtottak át. 1947-ben letartóztatták, de bíróság elé végül is nem állították és szabadlábra helyezték. Az ügyvédi pályától azonban 1958-ban végleg eltiltották. Ezt az eltiltás nagyon mélyen érintette, különösen pedig az, hogy "alkalmatlanságát" egy suszter állapította meg. Szerény jövedelemre csak akkor számíthatott, ha egy-egy ügyvédnek bedolgozhatott. 1980-ban hunyt el.